# Орсениго
Орсениго (итал. Orsenigo) је насеље у Италији у округу Комо, региону Ломбардија.
Према процени из 2011. у насељу је живело 2134 становника. Насеље се налази на надморској висини од 374 м.

## Становништво
Према резултатима пописа становништва 2011. у општини је живело 2.757 становника.
| 1931. | 1936. | 1951. | 1961. | 1971. | 1981. | 1991. | 2001. | 2011. |
| ----- | ----- | ----- | ----- | ----- | ----- | ----- | ----- | ----- |
| 1.105 | 1.124 | 1.146 | 1.206 | 1.206 | 1.824 | 2.127 | 2.340 | 2.757 |